# Spanish Fork
Spanish Fork és una població dels Estats Units a l'estat de Utah. Segons el cens del 2008 Estimate tenia 31.497 habitants.

## Demografia
Segons el cens del 2000, Spanish Fork tenia 20.246 habitants, 5.534 habitatges, i 4.775 famílies. La densitat de població era de 590,4 habitants per km².
Dels 5.534 habitatges en un 56,8% hi vivien nens de menys de 18 anys, en un 75,4% hi vivien parelles casades, en un 8,4% dones solteres, i en un 13,7% no eren unitats familiars. En l'11,9% dels habitatges hi vivien persones soles el 5,5% de les quals corresponia a persones de 65 anys o més que vivien soles. El nombre mitjà de persones vivint en cada habitatge era de 3,59 i el nombre mitjà de persones que vivien en cada família era de 3,91.
Per edats la població es repartia de la següent manera: un 39,7% tenia menys de 18 anys, un 12% entre 18 i 24, un 29,8% entre 25 i 44, un 12,2% de 45 a 60 i un 6,3% 65 anys o més.
L'edat mediana era de 24 anys. Per cada 100 dones de 18 o més anys hi havia 100,8 homes.
La renda mediana per habitatge era de 48.705 $ i la renda mediana per família de 51.209 $. Els homes tenien una renda mediana de 36.023 $ mentre que les dones 23.727 $. La renda per capita de la població era de 15.127 $. Entorn del 3,8% de les famílies i el 4,5% de la població estaven per davall del llindar de pobresa.

## Poblacions més properes
El següent diagrama mostra les poblacions més properes.